# Bonomyces
Bonomyces Vizzini (pępkolejkówka)– rodzaj grzybów z rodziny Pseudoclitocybaceae.

## Systematyka i nazewnictwo
Pozycja w klasyfikacji według Index Fungorum: Pseudoclitocybaceae, Agaricales, Agaricomycetidae, Agaricomycetes, Agaricomycotina, Basidiomycota, Fungi.
W 2025 r. Komisja ds. Polskiego Nazewnictwa Grzybów Polskiego Towarzystwa Mykologicznego zarekomendowała używanie nazwy pępkolejkówka.
Gatunki
- Bonomyces afrosinopicus (P.-A. Moreau) P. Alvarado, P.-A. Moreau, Youcef Khodja & Contu 2018
- Bonomyces arnoldii (Boud.) P.-A. Moreau, Vizzini & P. Alvarado 2018
- Bonomyces sinopicus (Fr.) Vizzini 2014 – pępkolejkówka czerwonawa

Wykaz gatunków i nazwy naukowe według Index Fungorum. Nazwa polska według Komisji ds/ POlskiego Nazewnictwa Grzybów (Władysław Wojewoda nadał jej nazwę lejkówka czerwonawa)